# Mikhail Zaritski
Mikhail Zaritski (russisch Михаил Юрьевич Зарицкий, wiss. Transliteration Michail Jur'evič Zarickij; * 3. Januar 1973 in Leningrad, Russische SFSR, Sowjetunion, heute Russland) ist ein ehemaliger sowjetisch-luxemburgischer Fußballspieler und heutiger Trainer.

## Karriere

### Als Spieler

#### Verein
Zur Saison 1991 und damit letzten Saison der Wysschaja Liga wechselte Zaritski aus der Jugend-Akademie von Zenit St. Petersburg in die erste Mannschaft. Zur Halbzeit wechselte er nach Deutschland in die zweite Mannschaft von Borussia Mönchengladbach. Dort blieb er bis zum Ende der Saison 1992/93 und ging danach zum ersten Mal nach Luxemburg, genauer zum FC Avenir Beggen. Mit diesem Verein nahm er unter anderem an der Qualifikation zur UEFA Champions League 1993/94 sowie 1994/95 gegen Rosenborg Trondheim teil. Weiter spielte er auch im Finale des Coupe de Luxembourg 1993/94 gegen F91 Düdelingen, welche seine Mannschaft mit 3:1 gewann. Zaritski selbst wurde jedoch erst zur 88. Minute für Jean Vanek eingewechselt. In der Saison 1995/96 wurde er erstmals Torschützenkönig der Nationaldivision. Zur Saison 1996/97 ging Zaritski zu Sporting Mertzig. Hier wurde er erneut zweimal Torschützenkönig der Liga. Von dort wechselte er zur Saison 1998/99 zum SC Fortuna Köln in die 2. Bundesliga. Zur darauf folgenden Saison wurde er an den griechischen Klub AO Agios Nikolaos verliehen. Nach der Leihe verließ Zaritski Köln und kehrte nach Mertzig zurück. Hier wurde er in der Saison 2000/01 ein weiteres Mal Torschützenkönig. Nach der Saison 2001/02 war er vereinslos. Zum März 2003 schloss er sich dem CS Hobscheid als Spielertrainer an. Nach dem Ende der Saison ging Zaritski nach Deutschland zurück, zuerst bis zum Ende der Saison 2005/06 als Spielertrainer zu SF Bietzen-Harlingen sowie später für eine Saison in gleicher Position zum VfR Bachem. Danach beendete er seine Karriere.

#### Nationalmannschaft
In der Nationalmannschaft Luxemburgs kam Zaritski insgesamt 15 Mal zum Einsatz. Ein Torerfolg gelang ihm jedoch nie. Seinen ersten Einsatz hatte er am 10. März 1999 bei einer 1:2-Heim-Niederlage in einem Freundschaftsspiel gegen Island. Seinen letzten Einsatz absolvierte Zaritski bei der 0:5-Auswärtsniederlage in der WM-Qualifikation gegen die Schweiz. Jedes Spiel, in dem Zaritski eingesetzt wurde, endete für ihn und seine Mannschaft mit einer Niederlage.

### Als Trainer
Als Trainer war Zaritski erstmals in der Saison 2007/08 beim FC Blo-Wäiss Itzig tätig. Dort war bis zum Ende der Saison aktiv. Danach war er ab der Saison 2009/10 bis 2013/14 beim US Berdorf-Consdorf und in der Saison 2014/15 beim FC Blue Boys Muhlenbach auf der Trainerposition. Von der 2015/16 bis zur Halbzeit der Saison 2016/17 war Zaritski Trainer beim FC Vinesca Ehnen und danach vier Spielzeiten beim Daring Club Echternach. Im Sommer 2020 wechselte er als Übungsleiter zum CS Grevenmacher, doch schon nach acht Ligaspielen kehrte er wieder nach Echternach zurück. Dort trat Zaritski in der Winterpause der Saison 2021/22 überraschend von seinem Posten zurück. Kurze Zeit später gab Zweitligist FC Marisca Mersch die Verpflichtung des Trainers bekannt. Dort folgte im Sommer 2023 der erstmalige Aufstieg in die BGL Ligue, doch nach dem vorletzten Platz und dem damit verbundenen Abstieg trennte sich der Verein wieder von ihm. Doch schon Ende September 2024 übernahm er mit dem FC Wiltz 71 einen weiteren luxemburgischen Erstligisten.

## Erfolge
- Luxemburgischer Meister
  - 1993/94 (FC Avenir Beggen)
- Luxemburgischer Pokalsieger
  - 1993/94 (FC Avenir Beggen)
- Torschützenkönig (Nationaldivision)
  - 1995/96, 1996/97, 1997/98 und 2000/01
- Luxemburgischer Fußballer des Jahres
  - 1997 und 1998